# Quincy Pondexter
Quincy Coe Pondexter (Fresno, 10 marzo 1988) è un ex cestista e allenatore di pallacanestro statunitense, professionista nella NBA.
È figlio di Roscoe, con dei trascorsi in Italia, e nipote di Cliff Pondexter, entrambi scelti al draft del 1974.

## Caratteristiche tecniche
Grande saltatore ed atleta molto rapido, è un giocatore di energia e tenacia.

## Carriera
È stato selezionato dagli Oklahoma City Thunder al secondo giro del Draft NBA 2010 (26ª scelta assoluta).
Con gli Stati Uniti ha disputato le Universiadi di Belgrado 2009.

## Statistiche

### College
| Anno      | Squadra            | PG  | PT  | MP   | TC%  | 3P%  | TL%  | RP  | AP  | PRP | SP  | PP   |
| --------- | ------------------ | --- | --- | ---- | ---- | ---- | ---- | --- | --- | --- | --- | ---- |
| 2006-2007 | Washington Huskies | 32  | 22  | 23,9 | 49,8 | 37,5 | 76,0 | 4,0 | 1,5 | 0,7 | 0,2 | 10,7 |
| 2007-2008 | Washington Huskies | 33  | 9   | 24,4 | 45,2 | 28,8 | 68,5 | 4,8 | 1,9 | 0,5 | 0,2 | 9,9  |
| 2008-2009 | Washington Huskies | 35  | 35  | 28,1 | 51,1 | 21,4 | 74,2 | 5,9 | 1,6 | 0,7 | 0,4 | 12,1 |
| 2009-2010 | Washington Huskies | 36  | 36  | 32,3 | 52,8 | 35,3 | 82,7 | 7,4 | 1,8 | 1,3 | 0,6 | 19,3 |
| Carriera  | Carriera           | 136 | 102 | 27,3 | 50,3 | 32,7 | 76,8 | 5,6 | 1,7 | 0,8 | 0,3 | 13,1 |

### NBA

#### Regular Season
| Anno      | Squadra           | PG  | PT | MP   | TC%  | 3P%  | TL%  | RP  | AP  | PRP | SP  | PP  |
| --------- | ----------------- | --- | -- | ---- | ---- | ---- | ---- | --- | --- | --- | --- | --- |
| 2010-2011 | N.O. Hornets      | 66  | 6  | 11,1 | 40,6 | 36,0 | 70,6 | 1,3 | 0,4 | 0,3 | 0,2 | 2,8 |
| 2011-2012 | Memphis Grizzlies | 64  | 8  | 15,7 | 45,2 | 30,1 | 62,3 | 2,0 | 0,4 | 0,4 | 0,1 | 4,2 |
| 2012-2013 | Memphis Grizzlies | 59  | 1  | 21,1 | 42,8 | 39,5 | 78,7 | 2,2 | 1,0 | 0,6 | 0,1 | 6,4 |
| 2013-2014 | Memphis Grizzlies | 15  | 2  | 18,0 | 39,2 | 32,4 | 80,8 | 1,7 | 1,3 | 0,3 | 0,1 | 6,3 |
| 2014-2015 | Memphis Grizzlies | 30  | 2  | 18,0 | 35,6 | 23,3 | 70,0 | 1,9 | 0,9 | 0,2 | 0,2 | 4,5 |
| 2014-2015 | N.O. Pelicans     | 45  | 28 | 27,8 | 44,9 | 43,3 | 75,8 | 3,1 | 1,5 | 0,3 | 0,4 | 9,0 |
| 2017-2018 | Chicago Bulls     | 23  | 1  | 8,5  | 28,6 | 13,6 | 82,4 | 1,2 | 0,4 | 0,3 | 0,1 | 2,0 |
| 2018-2019 | San Antonio Spurs | 53  | 0  | 5,5  | 50,0 | 33,3 | 81,0 | 0,9 | 0,5 | 0,2 | 0,0 | 1,8 |
| Carriera  | Carriera          | 355 | 48 | 15,6 | 42,3 | 35,6 | 74,6 | 1,8 | 0,7 | 0,3 | 0,1 | 4,5 |

#### Playoffs
| Anno     | Squadra           | PG | PT | MP   | TC%  | 3P%  | TL%  | RP  | AP  | PRP | SP  | PP  |
| -------- | ----------------- | -- | -- | ---- | ---- | ---- | ---- | --- | --- | --- | --- | --- |
| 2011     | N.O. Hornets      | 3  | 0  | 3,0  | 16,7 | 0,0  | -    | 0,3 | 0,3 | 0,0 | 0,0 | 0,7 |
| 2012     | Memphis Grizzlies | 7  | 0  | 16,3 | 66,7 | 50,0 | 77,8 | 2,3 | 0,3 | 0,6 | 0,0 | 4,7 |
| 2013     | Memphis Grizzlies | 15 | 0  | 23,8 | 48,9 | 45,3 | 60,7 | 2,5 | 0,7 | 0,7 | 0,1 | 8,9 |
| 2015     | N.O. Pelicans     | 4  | 4  | 31,0 | 35,7 | 30,0 | 85,7 | 5,0 | 3,0 | 1,8 | 0,0 | 7,3 |
| 2019     | San Antonio Spurs | 5  | 0  | 2,4  | 0,0  | 0,0  | -    | 0,2 | 0,4 | 0,2 | 0,0 | 0,0 |
| Carriera | Carriera          | 34 | 4  | 18,1 | 46,6 | 40,8 | 68,2 | 2,2 | 0,8 | 0,7 | 0,1 | 5,8 |